# Serra de Cardús
La Serra de Cardús és una serra al municipi de Vacarisses a la comarca del Vallès Occidental, amb una elevació màxima de 583 metres.